# NGC 5402
NGC 5402 é uma galáxia espiral (S?) localizada na direcção da constelação de Ursa Major. Possui uma declinação de +59° 48' 52" e uma ascensão recta de 13 horas, 58 minutos e 16,5 segundos.
A galáxia NGC 5402 foi descoberta em 24 de Abril de 1789 por William Herschel.